# Howie Montgomery
Howard Montgomery, detto Howie (22 agosto 1940), è un ex cestista statunitense, professionista nella NBA.

## Carriera
Venne selezionato dai Philadelphia Warriors al settimo giro del Draft NBA 1962 (59ª scelta assoluta).